# Gobierno y política de Nicaragua
La política de Nicaragua es ejercida por los dos copresidentes con su gabinete y sus 12 ministerios. El actual partido político en el poder es el Frente Sandinista de Liberación Nacional, cuya política de Estado está basada en el socialismo con una política exterior de no intervencionismo en las políticas internas de otros estados. El poder legislativo es de carácter unicameral y reside en la  Asamblea Nacional, conformada por 90 diputados. El Poder Judicial en tanto, está representado por la Corte Suprema de Justicia, compuesta por 12 magistrados. El Consejo Supremo Electoral está formado por 10 magistrados que componen la directiva y 15 Consejos Electorales Departamentales junto con 2 regionales. 
Según el V-Dem Democracy Index (2023), Nicaragua el país menos democrático electoralmente de América Latina.

## Partidos políticos
- Ciudadanos por la Libertad (CXL)
- Partido Conservador de Nicaragua (PC)
- Partido Resistencia Nicaragüense (PRN)
- Frente Sandinista de Liberación Nacional (FSLN)
- Partido Liberal Constitucionalista (PLC)
- Unión Democrática Renovadora (URD)
- Alianza Liberal Nicaragüense (ALN)
- Partido Liberal Independiente (PLI)
- Alianza por la República (APRE)
- Partido Camino Cristiano Nicaragüense (CCN)
- Alternativa por el Cambio (AC)
- Alianza Liberal Nicaragüense (ALN)
- Partido de Restauración Democrática
- República Avanza (RA)
- YATAMA (Regional)

## Jefes Supremos del Estado
- Manuel Arzú (Federalista, 1824-1825)
- Manuel Antonio de la Cerda (Federalista, 1825-1826)
- Juan Argüello del Castillo (Federalista, 1826-1827)
- Pedro Benito Pineda (Conservador, 1827)
- Manuel Antonio de la Cerda (Federalista, 1827-1828)
- Pedro Oviedo (Conservador, 1828-1830)
- Juan Espinosa (Conservador, 1830)
- Dionisio Herrera (Conservador, 1830-1833)
- Benito Morales (Federalista, 1833-1834)
- José Núñez (Conservador, 1834-1835)
- José Zepeda (Conservador, 1835-1837)
- José Núñez (Conservador, 1837-1838)
- Francisco Jiménez Rubio (1838)
- José Núñez (Conservador, 1838)

## Supremos Directores
- José Núñez (Conservador, 1838-1839)
- Evaristo Rocha (Conservador, 1839)
- Patricio Rivas (liberal, 1838)
- Joaquín del Cosío (Conservador, 1839)
- Sebastián Beltrán (Conservador, 1839)
- Tomás Valladares (Conservador, 1839-1840)
- Patricio Rivas (Liberal, 1840-1841)
- Pablo Buitrago (Conservador, 1841-1843)
- Juan de Dios Orozco (Conservador, 1843)
- Manuel Pérez (Liberal, 1843-1844)
- Emiliano Madriz (Liberal, 1844-1845)
- Silvestre Selva (Conservador, 1845)
- Manuel Antonio Blas Sáenz (Conservador, 1845)
- José León Sandoval (Republicano, 1845-1847)
- Miguel Ramón Morales (Conservador, 1847)
- José María Guerrero (Republicano, 1847-1849)
- Toribio Terán (Conservador, 1849)
- Benito Rosales (Conservador, 1849)
- Norberto Ramírez (Conservador, 1849-1851)
- Justo Abaunza (Conservador, 1851)
- Laureano Pineda (Liberal, 1851)
- José Francisco del Montenegro (Liberal, 1851)
- Laureano Pineda (Liberal, 1851-1853)
- Fruto Chamorro (Conservador, 1853-1854)
- Karol Ruiz Muro (Liberal, 1782 - 1783)

## Presidentes de la República
- Fruto Chamorro (Conservador, 1854-1855)
- Ponciano Corral (Militar, 1855)
- José María Estrada (Militar, 1855)
- Patricio Rivas (Liberal, 1855-1857)
- Junta de Gobierno: Máximo Jerez Tellería; Tomás Martínez Guerrero (1857)
- Junta de Gobierno: Gregorio Juárez; Rosalío Cortés (1857)
- Tomás Martínez Guerrero (Conservador, 1857-1867)
- Fernando Guzmán Solórzano (Conservador, 1867-1871)
- Vicente Cuadra y Ruy Lugo (Conservador, 1871-1875)
- Pedro Joaquín Chamorro y Alfaro (Conservador, 1875-1879)
- Joaquín Zavala (Conservador, 1879-1883)
- Adán Cárdenas del Castillo (Conservador, 1883-1887)
- Evaristo Carazo Aranda (Conservador, 1887-1889)
- David Nicolás Osorno (Conservador, 1889)
- Roberto Sacasa y Sarria (Conservador, 1889-1891)
- Ignacio Chávez (Conservador, 1891)
- Roberto Sacasa y Sarria (Conservador, 1891-1893)
- Eduardo Montiel Cerda (Militar, 1893)
- Junta Revolucionaria de Gobierno: José Santos Zelaya; Joaquín Zavala; Eduardo Montiel Cerda (1893)
- Salvador Machado Agüero (Liberal, 1893)
- Joaquín Zavala (Liberal, 1893)
- José Santos Zelaya (Liberal, 1893-1909)
- José Madriz Rodríguez (Liberal, 1909-1910)
- José Dolores Estrada Morales (Liberal, 1910)
- Juan José Estrada Morales (Liberal, 1910-1911)
- Adolfo Díaz Recinos (Conservador, 1911-1917)
- Emiliano Chamorro Vargas (Conservador, 1917-1921)
- Diego Manuel Chamorro Bolaños (Nacional, 1921-1923)
- Rosendo Chamorro Oreamuno (Nacional, 1923)
- Bartolomé Martínez (Liberal, 1923-1925)
- Carlos José Solórzano (Liberal, 1925-1926)
- Emiliano Chamorro Vargas (Conservador, 1926)
- Adolfo Díaz Recinos (Conservador, 1926-1929)
- José María Moncada Tapia (Liberal, 1929-1933)
- Juan Bautista Sacasa (Liberal, 1933-1936)
- Guillermo Sevilla Sacasa (Liberal, 1936)
- Carlos Alberto Brenes Jarquín (Liberal, 1936-1937)
- Anastasio Somoza García (Militar-Liberal, 1937-1947)
- Leonardo Argüello Barreto (Liberal, 1947)
- Benjamín Lacayo Sacasa (Liberal, 1947)
- Víctor Manuel Román y Reyes (Liberal, 1947-1950)
- Manuel Fernando Zurita (Liberal, 1950)
- Anastasio Somoza García (Militar-Liberal, 1950-1956)
- Luis Somoza Debayle (Militar-Liberal, 1956-1963)
- René Schick Gutiérrez (Liberal, 1963-1966)
- Lorenzo Guerrero Gutiérrez (Liberal, 1966-1967)
- Anastasio Somoza Debayle (Militar-Liberal, 1967-1972)
- Junta Nacional de Gobierno: Roberto Martínez Lacayo; Fernando Agüero Rocha; Edmundo Paguaga Irías; Alfonso Lovo Cordero (Partido Liberal Nacionalista, Liberalismo, 1972-1974)
- Anastasio Somoza Debayle (Militar-Liberal, 1974-1979)
- Francisco Urcuyo Maliaños (Liberal, 1979)
- Junta de Gobierno de Reconstrucción Nacional: Daniel Ortega; Sergio Ramírez Mercado;  Violeta Barrios de Chamorro; Alfonso Robelo Callejas; Moisés Hassan Morales; Rafael Ángel Córdova Rivas; Arturo Cruz Porras, (Frente Sandinista de Liberación Nacional e independientes) (Socialista, 1979-1985)
- Daniel Ortega Saavedra (Socialista, 1985-1990)
- Violeta Barrios de Chamorro (Unión Nacional Opositora, Liberalismo 1990-1997)
- Arnoldo Alemán (Liberal, 1997-2002)
- Enrique Bolaños Geyer (Liberal, 2002-2007)
- Daniel Ortega Saavedra (Socialista, 2007-2012, 2012-2017, 2017-2022, 2022-2027)
- Rosario Murillo Zambrana (Socialista, 2025-2027)